# Jacques Servier
Pour les personnes ayant le même patronyme, voir Servier (homonymie).
Jacques Servier, né le 9 février 1922 à Vatan (Indre) et mort le 16 avril 2014 à Neuilly-sur-Seine, docteur en pharmacie, est un chef d'entreprise et milliardaire français.

## Biographie
Jacques Servier est le fils de Marcel Servier et Léontine Bazin, pharmaciens à Vatan dans l'Indre. Son grand-père paternel, originaire du Cantal, est instituteur.
Après le lycée à Orléans, où son père s'est établi comme petit industriel, il fait ses études à la faculté de médecine et de pharmacie de Paris.
En 1945, il épouse Janine Pinard, docteure en médecine. Ils ont quatre filles : Dominique, Christine, Isabelle et Pascale.
En 1954, Jacques Servier, en sa qualité de pharmacien, reprend l'affaire familiale à Orléans ; cette dernière, sous sa direction, devient l'une des plus importantes firmes pharmaceutiques françaises, et le premier laboratoire privé et indépendant.
Le 8 mars 1957, il soutient une thèse de docteur en pharmacie à l'université de Lille intitulée Contribution à l'étude du rauwolfia serpentina et aperçu sur quelques espèces voisines.
Entre 1982 et 1991, il publie plusieurs ouvrages, dont Le Médicament, inventer ou mourir et La Passion d'entreprendre.
Jacques Servier soutient l'Association des amis de Pierre Deniker pour l'enseignement de la psychiatrie, depuis sa création en 2001 par les professeurs Jean-Pierre Olié et Henri Lôo.
Le 31 décembre 2008, le président de la République française, Nicolas Sarkozy, lui décerne la Grand-croix de la Légion d'honneur ; il a alors 86 ans. Nicolas Sarkozy lui remet la distinction le 7 juillet 2009, accompagnée de ces mots : « Jacques, vous êtes un entrepreneur comme la France en compte peu. En tant qu'entrepreneur, vous avez été souvent sévère à l'endroit de l'administration française. Vous critiquez l'empilement des mesures, des normes, des structures et vous avez raison. La nation vous est reconnaissante de ce que vous faites. »
En 2011 l'entreprise de Jacques Servier est condamnée plusieurs fois à verser des dommages et intérêts pour l'Isoméride, nom commercial de la dexfenfluramine, et plusieurs dossiers sont portés en justice concernant le Mediator, nom commercial du benfluorex.
Il dispose d'une fortune estimée à 3,8 milliards € en 2018     (9e fortune de France).
Il meurt le 16 avril 2014, à 92 ans, sans avoir été jugé dans l'affaire du Mediator, son décès ayant entraîné l'extinction des poursuites à son encontre.
Il est inhumé au Grand cimetière d'Orléans.

## Affaire du Mediator
Lors de ses vœux 2011 au personnel du groupe, Jacques Servier a déclaré : « Le Mediator, ce n'est que trois morts ; 500 est un beau chiffre marketing. Les autres avaient déjà des valvulopathies ». Xavier Bertrand, ministre de la Santé, s'est dit stupéfié par de tels propos, alors même qu'il en a refusé le déremboursement lorsqu'il était ministre.
Jacques Servier, en tant que président du laboratoire fabriquant le Mediator, est cité à comparaître avec d'autres responsables de la firme Servier le 11 février 2011 devant la 15e chambre correctionnelle du tribunal de grande instance de Nanterre (reprise de l'annonce du Figaro du 17 janvier 2011).
En décembre 2012, Jacques Servier est mis en examen pour homicides et blessures involontaires dans le cadre d'un des volets de l'enquête sur le Mediator conduite à Paris. Il meurt le 16 avril 2014, et de ce fait, l'action à son encontre est éteinte.
Le 29 mars 2021, les Laboratoires Servier sont condamnés à 2,7 millions d'euros d'amende pour « tromperie aggravée » et « homicides et blessures involontaires ». Le parquet de Paris fait appel de la relaxe partielle ("obtention indue d’autorisation de mise sur le marché » et d’« escroquerie »)
. Les laboratoires Servier font appel de leur condamnation. 
La Cour d'Appel a condamné le mercredi 20 décembre 2023, les laboratoires Servier dans le cadre de la mise sur le marché du médicament Médiator, pour les motifs de « tromperie aggravée », « homicides et blessures involontaires » et « escroquerie ». Dans sa décision, la Cour d’appel a fait droit à l’intégralité des demandes formulées par les caisses d’assurance maladie avec un préjudice reconnu de 415 M€ pour l’ensemble des régimes obligatoires et complémentaires. Plus de 10 ans après le début de la procédure, 7 mois d’audience en 1ère instance et 6 mois de procès en appel, la condamnation des laboratoires Servier est une réelle victoire pour l’ensemble des victimes et l’Assurance Maladie qui ont porté ce combat.
Ce scandale de santé publique a touché des milliers de victimes.

## Distinctions
- Légion d'honneur
  - Grand-croix le 31 décembre 2008, décernée par Nicolas Sarkozy[15]
  - Grand-officier le 25 mars 2002, décernée par Jacques Chirac[16]
  - Commandeur, le 31 décembre 1992, au titre du Commerce extérieur[17] (ministre Dominique Strauss-Kahn)
  - Officier, le 1er décembre 1987 au titre du ministère du Travail, de l’Emploi et de la Formation professionnelle (ministre Philippe Séguin)
  - Chevalier en 1976[18]
- Ordre national du Mérite
  - Commandeur le 21 mai 1985, décernée par François Mitterrand le 21 mai 1985[19].
  - Officier en 1981
- Membre associé de l'Académie nationale de pharmacie en 2001[20].
- Palmes académiques
  - Officier en 1996
  - Chevalier en 1980
- Président d'honneur du Conseil central B (pharmaciens industriels) de l'Ordre national des pharmaciens[21].
- Prix Renaissance de l'économie 1995[22].

## Ouvrages
- Le médicament, inventer ou mourir, Paris, La Table Ronde, 1982.
- Le médicament français : une industrie de pointe en voie de liquidation ?, Paris, Institut économique de Paris, 1986.
- La passion d'entreprendre, Paris, Le Rocher, 1991.
- Le médicament et la vie : débat avec Jacques Marseille, Paris, Perrin, 2007.
- Mediator, un crime chimiquement pur", d'Irène Frachon et Eric Giacometti, éd. Delcourt, 2023.
- Mediator 150 mg, combien de morts ?, d'Irène Frachon, éd. Dialogues, 2010.